# William Warner (Dichter)

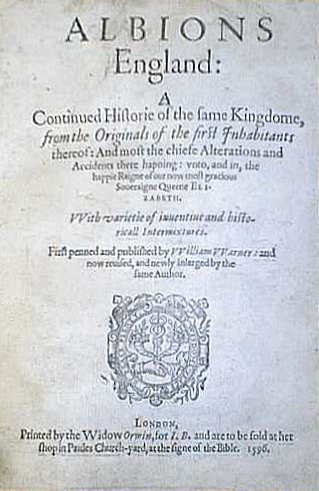
Albion´s England, 1596

William Warner (* um 1558 in London; † 9. März 1609 in Amwell, Hertfordshire) war ein englischer Anwalt und Dichter, bekannt als Verfasser der poetischen Geschichte Englands Albion´s England, die zuerst 1586 erschien.
Warner studierte an der Universität Oxford (Magdalen Hall) ohne Abschluss und erhielt eine juristische Ausbildung, so dass er später in London als Anwalt arbeitete. Bekannt war er seinen elisabethanischen Zeitgenossen vor allem als Dichter. 1586 erschien sein Hauptwerk Albion´s England, das sehr populär war und viele Auflagen erlebte, in denen es auch erheblich erweitert wurde (von zuerst vier Kapiteln zu 16 in der postumen Ausgabe von 1612). Die Geschichte reicht von Noah bis in die Gegenwart (Enthauptung von Maria Stuart). Das Buch ist Henry Carey gewidmet.

## Schriften
- Pan his Syrinx, or Pipe, Compact of Seven Reedes, 1585
- Albion´s England, 1586

1595 veröffentlichte er eine englische Übersetzung der Menaechmi von Plautus.